# Eriococcus erwini
Eriococcus erwini är en insektsart som först beskrevs av Kozár in Kozár och Hippe 1996.  Eriococcus erwini ingår i släktet Eriococcus och familjen filtsköldlöss. Inga underarter finns listade i Catalogue of Life.